# Coll Capellera
El Coll Capellera és una collada situada a 972 m alt en el terme comunal de Costoja, a la comarca del Vallespir (Catalunya del Nord), a prop del termenal amb Serrallonga.
Està situat a la zona més a ponent del terme de Costoja, a l'oest del poble de Vila-roja, una mica al nord de la carena principal dels Pirineus, la que separa les conques de la Muga, al sud, i de la Quera, afluent del Tec. És a prop i a llevant del Coll de les Maçanes i a ponent del Coll de Vila-roja, aquests dos colls a la carena principal pirinenca.